# 고노 이치로
고노 이치로(일본어: 河野 一郎, 1898년 6월 2일~1965년 7월 8일)는 11선 중의원 의원을 지낸 일본의 정치인이다.

## 생애

### 학창 시절
1898년 6월에 가나가와현 아시가라시모군 도요카와촌(지금의 오다와라시)에서 호농 고노가의 차남으로 태어났다. 다만 형이 태어나서 몇 개월 만에 요절하였기에 사실상 장남으로 컸다. 어린 시절의 고노는 빨리 학교에 가고 싶어했기에 고노의 부모가 호적에 등재된 고노의 생일을 6월에서 3월로 고쳐 1년 일찍 소학교에 입학했다. 나중에 이 사실이 발각돼 고노의 아버지는 「호적법」을 위반하여 옥살이를 해야 했다.
소학교를 졸업한 고노는 가나가와현립 오다와라 중학교에 입학했다. 중학교 2학년 때 영어 교사를 배척하고자 시위를 일으켰는데 그 교사의 반감을 사서 고노를 포함한 10여 명이 낙제점을 받아 1년 유급했다. 한편 다른 교사인 다케다 유키치에게 도마뱀이란 별명을 붙이고 고노의 친구가 칠판에 진짜 도마뱀을 올려놓아 교사를 놀라게 하기도 했다. 참다 못한 다케다는 교사직을 관뒀는데 훗날 고노는 결과적으로 자신이 다케다를 괴롭혀서 내쫓아버리게 된 것에 대해 "참괴하는 심정을 견딜 수 없다"라며 반성했다.
고노가 중학교를 졸업할 무렵의 일본은 공업화가 상당히 진전되어 있었으며 특히 구하라 광업의 전성시대였다. 그 풍조에 감화된 고노는 광산학을 공부하고자 하여 와세다 대학 이공과에 응시했으나 불합격했고 1년간 재수한 끝에 재응시했다. 이공과에는 또 불합격했으나 대학측에서 이공과에 입학하기에는 점수가 모자라지만 다른 학과라면 괜찮다는 말에 정치경제학부 정치학과에 입학했다. 대학 시절 고노는 동생인 고노 겐조와 함께 육상 장거리 선수로 활약했으며 하코네 역전에서 우승도 했다.

### 정계 입문
대학을 졸업한 뒤에 아사히 신문사 입사 시험에 응시했다. 1차 시험에는 합격했지만 2차 시험에서 낙방했는데 스기우라 주고의 추천으로 부사장 시모무라 히로시를 찾아가서 입사할 수 있었다.
1931년에 이누카이 내각의 농림상 야마모토 데이지로의 비서관이 되었으며 다음 해에는 입헌정우회 소속으로 총선에 출마해 당선됐다. 총재 스즈키 기사부로의 후계를 둘러싼 당내 정쟁 때 하토야마 이치로를 도와 분투했지만 나카지마 지쿠헤이가 우위에 서게 되었다. 고노는 이후 구하라 후사노스케를 옹립하여 나카지마에게 대항해 정우회는 구하라파인 정통파와 나카지마파인 혁신파로 분열됐다. 1942년 총선 때는 비추천 후보로 출마해 당선됐다.

### 전후
전후인 1945년 11월에 옛 정우회 정통파 세력을 규합해 하토야마를 총재로 하여 일본자유당을 결성했다. 고노는 초대 간사장으로 취임했으며 하토야마 내각의 성립을 위해 노력했으나 1946년 5월 4일에 하토야마가 공직 추방을 당해 무위에 그쳤다. 대신 요시다 시게루를 하토야마의 후임 총재로 추대했고 요시다에게 대명강하가 내려지자 조각에 착수했다. 하지만 요시다가 전전의 정당 정치인들이 군부에 영합했다는 이유로 고노와 상담하지 않은 채 그들을 배제하는 인사를 구상하자 고노는 이에 격렬하게 반발했다. 그러던 와중 6월 20일에 고노에게도 공직 추방 명령이 내려졌다. 1948년에 정치 자금을 둘러싼 문제로 중의원 부당재산거래조사특별위원회에 소환됐다.
1951년 8월 7일 공직 추방에서 해제되자 미키 부키치와 함께 자유당에 복당했다. 이후 반요시다 노선을 걸었다. 1952년 9월 총선을 앞두고 요시다가 하토야마파에 타격을 가하고자 이시바시 단잔과 고노를 제명하려 했으나 미키의 개입으로 취소됐다. 그리고 이 선거에서 당선돼 고노는 6년 만에 중의원에 돌아왔다. 1953년 3월 14일 하토야마, 미키 등 21명과 함께 요시다의 자유당에서 탈당해 일본자유당을 창당했다. 이후 일본사회당이 제출한 내각 불신임 결의안에 찬성표를 던져 바카야로 해산으로 이어지는 계기를 만들었다. 11월에 하토야마와 이시바시 등이 요시다의 자유당에 복당했지만 미키와 고노 등 8명은 여전히 일본자유당에 남았다. 이들은 자유당 내의 반주류파와 개진당과 제휴를 모색했으며 1954년 11월에 합당을 결의해 일본민주당을 창당했다. 초대 총재는 하토야마였으며 이들은 요시다 내각의 타도를 외쳤다.
1954년 조선 의옥의 여파로 요시다 내각이 무너지자 제1차 하토야마 이치로 내각이 성립됐다. 고노는 농림상으로 입각했으며 1955년 보수합동에 앞장서 자유민주당이 창당에도 참여했다. 자민당 창당 후 대파벌인 춘추회를 이끌었다.

### 일소 교섭
일본의 내각총리대신으로 취임한 하토야마는 「일본국 헌법」을 개정하는 걸 주요 정치적 과제로 추진했으나 혁신 야당이 개헌 저지선을 확보하자 헌법 개정을 포기했다. 대신 또 한 가지 주요 과제로 내세운 일소 교섭에 정치적 생명을 걸었다.
1955년 6월 3일 런던에서 일소 국교 회복을 위한 교섭이 시작됐지만 홋포 지역 문제를 둘러싸고 충돌해 결렬됐다. 소련은 2개 섬을 반환할 수 있다고 제안했지만 일본이 이를 거부하자 어업제한구역을 설정해 일본 어선의 출입을 금지하는 보복을 했다. 그러자 일본 수산업계가 큰 타격을 입었고 이에 수산업을 관장하는 농림성의 수장인 고노가 나서지 않을 수 없게 되었다. 고노는 소련과 이 문제를 해결하기 위해 모스크바로 향했다.
1956년 4월 29일 소련 어업상 알렉산더 이시코프와 교섭이 시작됐지만 난항을 겪었다. 이에 정부수반 니콜라이 불가닌과 직접 교섭에 나섰다. 불가닌이 "러일 전쟁에서 귀국이 이겼을 때는 가라후토를 취하고 어업 권익도 취했다. 이번엔 졌으니까 우리가 하는 말을 듣는 게 상도가 아닌가"라며 "우리 입장에선 쿠나시르섬과 이투루프섬 문제만 남아 있을 뿐이고 나머지는 전부 귀국의 얘기를 받아들이고 있으니 문제는 해결된 거나 다름없다"라고 말했다. 이에 고노는 "당신이 세계 평화에 기여하려는 생각이 있다면 당면한 어업 문제는 도대체 무엇인가. 이 정도의 문제를 소련 정부수반이 해결하지 못한단 말인가. 그게 불가능하다면 복잡한 의논은 할 필요가 없다"라고 받아쳤다. 이에 불가닌은 이시코프에게 협력할 것을 지시하여 어업 조약이 체결됐으며 7월 31일까지 국교 정상화 교섭도 개시할 것에 합의했다. 조인식을 끝내고 고노가 귀국했을 때 도쿄 국제공항에 수천 명이 인파가 몰렸다고 한다.
이후 하토야마는 1956년에 소련공산당 제1서기 니키타 흐루쇼프와 회동하여 10월에 일소공동선언을 발표해 양국의 국교가 정상화됐다. 조인식을 위해 하토야마가 모스크바를 방문했을 때 고노도 동행했다.

### 만년
하토야마는 일소 교섭에 성공하자 1956년에 총재에서 물러났다. 후임 총재를 선출하기 위해 열린 총재 선거에서 기시 노부스케를 지지했으나 이시이 미쓰지로의 지지를 받은 이시바시 단잔에게 결선투표에서 역전당했다. 그런데 병환으로 총재가 된 지 2개월 만에 이시바시가 퇴진하자 기시가 후임 총재가 되었다. 1957년 7월 제1차 기시 내각 (개조)에 경제기획청 장관으로 입각했으며 1958년 6월 제2차 기시 내각이 출범하자 자유민주당 총무회장이 되었다. 하지만 기시에게 간사장 자리를 요구했다가 거절당하자 1959년 6월부터 반주류파로 돌아섰고 「일본과 미국 간의 상호 협력 및 안전 보장 조약」 개정 때도 기시 내각을 비판하며 미키파와 함께 고노파는 조약 비준 표결에 불참했다.
1960년에 기시가 퇴진하자 후임으로 오노 반보쿠나 이시이와 같은 당인파를 옹립하려 했으나 관료파인 이케다 하야토에게 패배했다. 이에 자민당을 탈당해 신당 결성까지 고려했으나 오노 등의 설득으로 단념했다. 이후 오노의 중재로 1961년 7월에 제2차 이케다 내각 (제1차 개조)이 발족하자 농림상으로 입각했으며 1961년 7월에 발족한 제2차 이케다 내각 (제2차 개조) 때는 건설상이 되어 1964년 하계 올림픽을 위해 도로 정비 등에 힘썼다. 1964년 7월 제3차 이케다 내각 (개조)이 성립하자 부총리 겸 도쿄올림픽 담당 국무상으로 자리를 옮겼다. 이때 기자들에게 "건설상으로 할 수 있는 올림픽 준비는 다 했다. 남은 건 문부상 관할이 아닌가"라고 말하며 올림픽 담당 국무상이 된 걸 크게 반기지 않았다. 한편 건설상으로 재임하던 1963년 7월에 우익 인사인 노무라 슈스케가 고노가 메이신 고속도로 개통식 참석을 위해 지방 출장을 간 사이 고노의 집에 불을 낸 사건이 발생했다. 노무라는 범행 동기를 "옛날부터 고노 대신이 자민당 내의 파벌 항쟁을 격화시키고 있다. 반성을 촉구하기 위해 했다"라고 밝혔다.
1964년 10월 올림픽이 폐회한 다음 날에 이케다가 병을 이유로 퇴진을 표명하자 고노는 후계 총재 후보 중 한 명으로 꼽혔다. 하지만 이케다가 지명한 사토 에이사쿠가 총재로 추대됐다. 1964년 11월에 출범한 제1차 사토 내각에서 부총리 겸 체육 진흥 스포츠 담당 대신을 맡았지만 1965년 6월 내각 개조 때 유임을 스스로 거부했다. 그리고 1개월 뒤인 7월에 대동맥 박리로 급사했다. 향년 67세. 죽기 직전 고노가 "죽을 성싶나"라고 말해 당인파 정치인의 최후의 말로 널리 알려졌지만 아들인 고노 요헤이는 이를 부정하며 "괜찮아, 안 죽어"라는 안온한 말로 가족을 안심시켰다고 말했다.

## 이야깃거리
경주마와 목장을 소유한 것으로 유명하다. 고노의 말은 1966년 국화상과 1967년 천황상(봄)에서 활약했으며 목장은 고노의 사후에도 이어졌지만 차남인 고노 요헤이가 자민당을 탈당해 신자유클럽을 결성할 때 필요한 자금을 모으기 위해 처분해 버렸다. 다만 고노 요헤이는 일본경종마협회 이사를 지내는 등 경마와의 인연을 이어갔고 그 아들의 대에 이르러 다시 목장의 운영권을 되찾았다.
중일 전쟁이 격화하자 제국의회에서 1940년 하계 올림픽 개최권을 반납해야 한다는 논의가 일었는데 고노가 가장 선봉에 섰다. 하지만 전후에 열린 1964년 하계 올림픽 때 고노는 건설상과 올림픽 담당 국무상을 맡아 성공적인 올림픽 개최를 이끌었다. 이에 대해 국제 스포츠 대회인 올림픽을 정치가 개입하는 국가적 프로젝트로 변모시켰다는 비판도 받고 있다.

### 나리타 국제공항
나리타 국제공항 건설 당시 건설상으로 재임하던 고노는 기사라즈를 메워서 공항을 지을 것을 주장했다. 1963년 8월 27일에 운수상 아야베 겐타로는 이를 거부하고 대신 도미사토나 가스미가우라를 대안으로 제시했다. 이를 들은 고노는 "도대체 도로나 하천 개수를 어떻게 하겠단 건가. 건설성의 손을 빌리지 않고 뭘 할 수 있단 건가. 하네다 같은 건 폐항시켜 버려라. 하네다는 자갈이나 시멘트 같은 건설 자재의 유통 기지로 존속하는 게 좋다. 신공항은 기사라즈다"라며 매우 화를 냈다.
1963년 12월 11일에 운수성 항공심의회가 도미사토를 유력한 후보지로 선정한 다음에도 도쿄만을 매립할 것을 계속 주장했다. 고노는 "왜 이리도 (공항 문제에) 화를 내는가 물으면 나에게도 다 생각이 있다. 의료 문제에 미쓰야 연구 문제에 당면한 문제가 많이 있는데 5년 뒤, 8년 뒤의 문제에 정신이 팔려서 뭘 하겠단 건가. 애초에 그 때쯤엔 나도 (운수상) 마쓰우라 군도 어떻게 될지 모르는 일이다"라고 말했는데 실제로 고노는 나리타 공항이 완성되기 전에 사망했다.
고노의 반대로 진전이 보이지 않던 공항 건설 부지는 고노가 죽고 4개월 뒤에 도미사토로 결정되었다. 하지만 정부 내에서 격론이 오갔던 것과는 달리 현지 주민들과의 소통은 전혀 없었기에 신공항 건설은 엄청난 반대 운동에 직면했다. 결국 1966년에 신공항의 규모를 축소하고 도미사토에서 4km 떨어진 산리즈카에 공항을 짓기로 최종 결정했다.

## 가족 관계
아버지인 고노 지헤이는 가나가와현의회 의장을 지낸 실업가 출신 정치인이며 장인인 다가와 헤이사부로는 상인 출신 정치인이다. 동생인 고노 겐조는 일본 참의원 의장을 지낸 5선 의원이며 차남인 고노 요헤이는 일본 중의원 의장을 지낸 14선 의원이다. 손자인 고노 다로는 9선 의원을 지낸 현역 정치인이다.

## 고노 이치로를 연기한 배우
- 가와무라 고지
  - 1974년 영화 『화려한 일족』
  - 1974년 일본교육TV 드라마 『화려한 일족』
  - 1975년 영화 『금환식』
  - 1979년 TBS 텔레비전 드라마 『불모지대』
- 우메미야 다쓰오: 1983년 영화 『소설 요시다 학교』
- 가네다 류노스케: 2004년 TV 도쿄 드라마 『신칸센을 만든 남자들』
- 니시다 토시유키: 2007년 TBS 텔레비전 드라마 『화려한 일족』
- 가메이시 세이이치로: 2009년 후지 TV 드라마 『불모지대』
- 키리타니 켄타: 2019년 NHK 대하드라마 『이다텐~도쿄 올림픽 이야기~』
- 나가시마 도시유키: 2021년 WOWOW 드라마 『화려한 일족』

## 역대 선거 기록
|  | 0% |

|  | 0% |

|  | 0% |

|  | 0% |

|  | 0% |

|  | 15.74% |

|  | 13.84% |

|  | 17.93% |

|  | 15.32% |

|  | 16.05% |

|  | 20.9% |

## 참고 문헌
- 河野一郎伝記刊行委員会, 편집. (1966). 《河野先生を偲ぶ》. 春秋会.
- 戸川猪佐武 (1976). 《河野一族　一郎、謙三、洋平――その反骨の系譜》. Sankei drama books. サンケイ出版.
- 河野一郎 (1960). 《河野一郎自伝》. 徳間書店.